# ضريح الشيخ محمد رشيد الدين بيدوازي
ضريح الشيخ محمد رشيد الدين بيدوازي (بالفارسية: آرامگاه شیخ محمد رشید الدین بیدوازی) هو ضريح تاريخي يعود إلى الدولة الإلخانية والدولة التيمورية، ويقع في مقاطعة إسفراين.